# Leonardo Torres Quevedo
Leonardo Torres Quevedo (Santa Cruz de Iguña, Molledo, Cantàbria, 28 de desembre de 1852 - Madrid, 18 de desembre de 1936) va ser l'enginyer que va patentar el primer aparell de radiodirecció del món. També va dissenyar màquines de càlcul, màquines d'escriure, projectors i un apuntador làser. Va participar com a enginyer al disseny i construcció de dirigibles, transbordadors, funiculars i telefèrics, incloent-hi el funicular que travessa les cascades del Niàgara, encara en ús actualment.

## Biografia
Leonardo Torres Quevedo va néixer el 28 de desembre, commemoració dels Sants Innocents, de 1852, a Santa Cruz de Iguña, Molledo (Cantàbria). La família residia normalment a Bilbao, on el pare exercia d'enginyer de ferrocarrils, encara que també passaven llargues temporades al solar matern a La Montaña càntabra. A Bilbao hi va estudiar el batxillerat i més tard va anar a París a completar estudis durant 2 anys. Per trasllat del pare, la família de Leonardo s'instal·là a Madrid el 1870 i aquell mateix any inicià els seus estudis superiors a l'Escola Oficial del Cos d'Enginyers de Camins. Suspengué temporalment els seus estudis el 1873 per anar com a voluntari a la defensa de Bilbao, que havia estat assetjada per les tropes carlines durant la Tercera Guerra Carlina. De tornada a Madrid finalitzà els seus estudis el 1876, essent el quart de la seva promoció.
Començà a exercir la seva carrera a la mateixa empresa de ferrocarrils en la qual treballava el seu pare, però emprengué de seguida un llarg viatge per Europa per conèixer de primera mà els avenços científics i tècnics, sobretot en la incipient àrea de l'electricitat. De tornada a Espanya s'instal·là a Santander on ell mateix sufragà els seus treballs i va iniciar una activitat d'estudi i investigació que ja no abandonaria. Fruit de les investigacions en aquells anys aparegué el seu primer treball científic el 1893. El 1885 es casà; del seu matrimoni en nasqueren vuit fills.
El 1899 s'instal·là a Madrid participant de la seva vida cultural. De les tasques que en aquells anys portava a terme l'Ateneu es creà el 1901 el laboratori de Mecànica Aplicada, més tard d'Automàtica, del qual en fou nomenat director, el laboratori es dedicava a la fabricació d'instrumentació científica. Aquell mateix any va ingressar a la Reial Acadèmia de Ciències Exactes, Físiques i Naturals de Madrid, entitat de la qual fou president el 1910. Entre els treballs del laboratori cal destacar el cinematògraf de Gonzalo Brañas, l'espectrògraf de raigs X de Cabrera i Costa, el Micròtom i panmicròtom de Santiago Ramón y Cajal.
El 1916 el rei Alfons XIII li imposà la Medalla Echegaray; el 1918 rebutjà el càrrec de ministre de Foment. El 1920 ingressà a la Reial Acadèmia Espanyola, a la butaca que havia ocupat Pérez Galdós, i passà a ser membre de les secció de Mecànica de l'Acadèmia de Ciències de París. El 1922 la Sorbona el nomenà Doctor honoris causa i, el 1927 fou nomenat un dels dotze membres associats de l'Acadèmia de Ciències de París.
Va ser un decidit partidari de l'idioma internacional Esperanto, al qual va donar suport, entre altres llocs, al Comitè de Cooperació Cultural de la Societat de Nacions. Morí a Madrid, en plena Guerra Civil el 18 de desembre de 1936, quan li faltaven 10 dies per a complir 84 anys.

## Obra

### Aerostàtic
El 1902, Leonardo Torres Quevedo va presentar a les Acadèmies de Ciències de Madrid i París el projecte d'un nou tipus de dirigible que solucionava el greu problema de suspensió de la barqueta en tant que incloïa una carcassa interior de cables flexibles que dotaven de rigidesa el dirigible per efecte de la pressió interior.
El 1905, amb ajut d'Alfredo Kindelán, Torres Quevedo dirigí la construcció del primer dirigible espanyol al Servei d'Aerostació Militar de l'Exèrcit, creat el 1896 i situat a Guadalajara. L'acabaren amb gran èxit, i el nou dirigible, l'Espanya, realitzà nombrosos vols d'exposició i prova. Potser la innovació més important en aquest dirigible va ser la de fer el globus trilobulat, de manera que augmentava la seguretat.
Arran d'aquest fet començà la col·laboració entre Torres Quevedo i l'empresa francesa Astra, que va arribar a comprar la patent amb una cessió de drets estesa a tots els països, excepte a Espanya, per possibilitar la construcció del dirigible al país. Així, el 1911, s'inicià la fabricació dels dirigibles coneguts com a Astra-Torres. Alguns exemplars van ser adquirits pels exèrcits francès i anglès a partir de 1913, i utilitzats durant la Primera Guerra Mundial, en molt diverses tasques, fonamentalment de protecció i inspecció naval.
El 1918, Torres Quevedo va dissenyar, en col·laboració amb l'enginyer Emilio Herrera Linares, un dirigible transatlàntic, el qual van anomenar Hispània, que va arribar a assolir l'estat de patent, per tal de realitzar des d'Espanya la primera travessia aèria de l'Atlàntic. Per problemes de finançament el projecte es va anar retardant i van ser els britànics John William Alcock i Arthur Whitten Brown els qui van travessar l'Atlàntic sense escales des de Terranova fins a Irlanda en un bimotor biplà Vickers Vimy en 16 hores i 12 minuts.

### Transbordadors

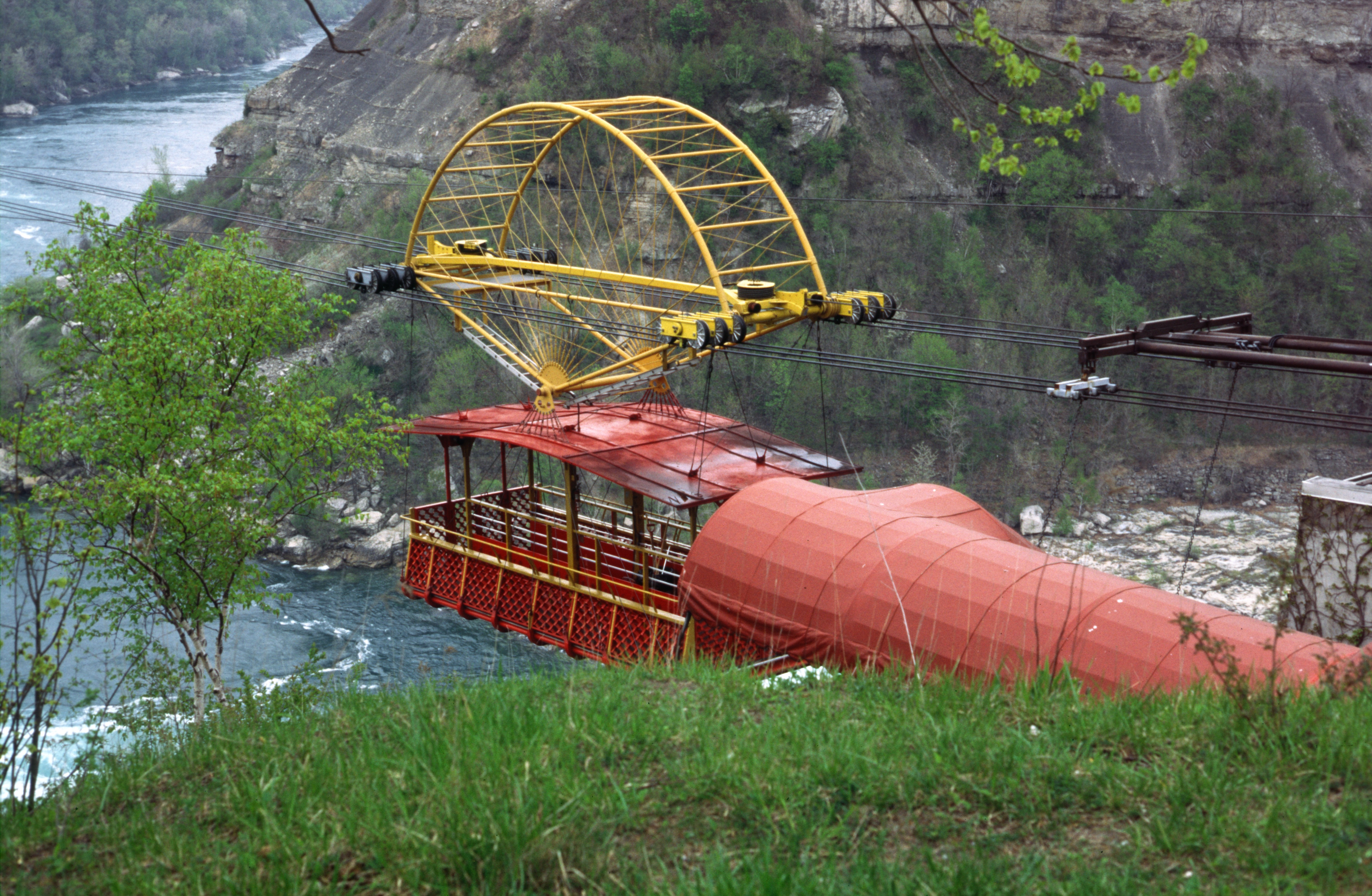
L'Spanish Aero Car que travessa les Cascades del Niàgara. Creat per Torres Quevedo, va ser inaugurat el 1916 i encara avui en dia presta servei.

L'experimentació de Torres Quevedo en l'àrea de transbordadors, funiculars o telefèrics, va començar molt aviat durant la seva residència al seu poble natal, Molledo. Allà, el 1887, construí a casa el primer transbordador per salvar un desnivell d'uns 40 metres: d'uns 200 metres de longitud i tracció animal, una parella de vaques, i una cadira a manera de barqueta. Aquest experiment va ser la base per a la sol·licitud de la seva primera patent, que demanaria aquest mateix any: un funicular aeri de múltiples cables, amb el qual aconseguia un coeficient de seguretat apte per al transport de persones i no només de coses. Posteriorment va construir l'anomenat transbordador del riu Lleó, de més envergadura, ja amb motor, però que va seguir sent utilitzat exclusivament per a transport de materials, no de persones.
El 1890 va presentar el seu transbordador a Suïssa, país molt interessat en aquest transport causa de la seva orografia i que ja venia utilitzant funiculars per al transport de paquets, però el projecte de Torres Quevedo fou rebutjat, amb certs comentaris irònics de la premsa suïssa. El 1907, Torres Quevedo construí el primer transbordador apte per al transport públic de persones, al Mont Ulía a Sant Sebastià. El problema de la seguretat s'havia solucionat mitjançant un sistema múltiple de cables-suport, alliberant els ancoratges d'un extrem i substituint-los per contrapesos. El disseny resultant era de gran robustesa, i resistia perfectament la ruptura d'un dels cables de suport. L'execució del projecte va anar a càrrec de la Societat d'Estudis i Obres d'Enginyeria, de Bilbao, que va construir amb èxit altres transbordadors, com ara a Chamonix o a Rio de Janeiro.
Dels seus projectes relacionats amb aquesta àrea d'activitat, l'Spanish Aerocan a les cascades del Niàgara, al Canadà, és el més conegut. El transbordador de 580 metres de longitud és un funicular aeri que uneix dos punts diferents de la riba canadenca del riu Niàgara i discorre sobre un recés conegut com El Remolí (The Whirpool), construït entre 1914 i 1916 per l'empresa (The Niàgara Spanish Aerocan Co Limited). Una placa de bronze, situada sobre un monòlit a l'entrada de l'estació d'accés, recorda: «Transbordador aeri espanyol del Niàgara. Leonardo Torres Quevedo (1852-1936)». Es va inaugurar en proves el 15 de febrer de 1916 i es va inaugurar oficialment el 8 d'agost de 1916; es va obrir al públic l'endemà. El transbordador, amb petites modificacions, segueix en actiu avui dia, amb cap accident digne de menció, constituint un atractiu turístic i cinematogràfic de gran popularitat.

### Ràdiocontrol: El telekino
El 1903, Torres Quevedo va presentar el telekino a l'Acadèmia de Ciències de París, acompanyat d'una memòria i fent una demostració experimental. Aquell mateix any va obtenir la patent a França, Espanya, la Gran Bretanya i els Estats Units.
El telekino consistia en un autòmat que executava ordres transmeses mitjançant ones hertzianes; constituí el primer aparell de radiodirecció del món, i va ser un pioner en el camp del comandament a distància, conjuntament amb Nikola Tesla. El 1906, en presència del Rei i davant d'una gran multitud, va demostrar amb èxit l'invent al port de Bilbao en guiar un bot des de la riba; més tard intentaria aplicar el telekino a projectils i torpedes, però va haver d'abandonar el projecte per manca de finançament.

### Màquines analògiques de càlcul

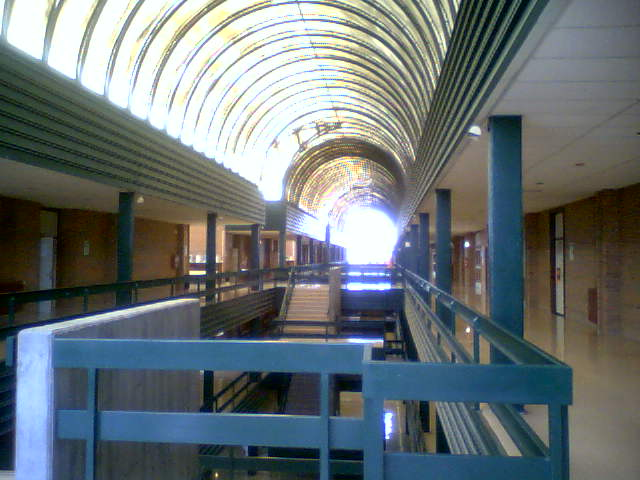
Edifici Torres Quevedo al Centre Politècnic Superior de la Universitat de Saragossa.

Les màquines analògiques de càlcul busquen la solució d'equacions matemàtiques mitjançant el seu trasllat a fenòmens físics. Els nombres es representen per magnituds físiques, que poden ser rotacions de determinats eixos, potencials, estats elèctrics o electromagnètics, etc. Un procés matemàtic es transforma en aquestes màquines en un procés operatiu de certes magnituds físiques que condueix a un resultat físic que es correspon amb la solució matemàtica buscada. El problema matemàtic es resol doncs mitjançant un model físic d'aquest. Des de mitjans del segle xix es coneixien diversos artefactes d'índole mecànica, com integradors, multiplicadors, etc., Per no parlar de la màquina analítica de Charles Babbage, en aquesta tradició s'emmarca l'obra de Torres Quevedo en aquesta matèria, que s'inicia el 1893 amb la presentació a l'Acadèmia de Ciències Exactes, Físiques i Naturals de la  Memòria sobre les màquines algebraiques. En el seu temps, això va ser considerat com un èxit extraordinari en el curs de la producció científica espanyola. El 1895 presenta la memòria Sur les machines algebraiques en un Congrés a Bordeus. Posteriorment, el 1900, presentarà la memòria Machines à calculer a l'Acadèmia de Ciències de París. En elles, examina les analogies matemàtiques i físiques que són base del càlcul analògic o de quantitats contínues, i com establir mecànicament les relacions entre elles, expressades en fórmules matemàtiques. El seu estudi inclou variables complexes, i utilitza l'escala logarítmica. Des del punt de vista pràctic, mostra que cal emprar mecanismes sense fi, com ara discs giratoris, perquè les variacions de les variables siguin il·limitades en ambdós sentits.
En el terreny pràctic, Torres Quevedo va construir tot un seguit de màquines analògiques de càlcul, totes elles de tipus mecànic. Una d'elles és El ajedrecista, presentat a la fira de París de 1914. En aquestes màquines hi ha certs elements, anomenats aritmòfors, que estan constituïts per un mòbil i un índex que permet llegir-ne la quantitat representada per a cada posició. El mòbil és un disc o un tambor graduat que gira entorn del seu eix. Els desplaçaments angulars són proporcionals als logaritmes de les magnituds a representar. Utilitzant una diversitat d'elements d'aquest tipus, posa a punt una màquina per a resoldre equacions algebraiques: resolució d'una equació de vuit termes, obtenint les seves arrels, fins i tot les complexes, amb una precisió de mil·lèsimes. Un component d'aquesta màquina era l'anomenat «cargol sense fi», de gran complexitat mecànica, que permetia expressar mecànicament la relació i = log (10^x+1), amb l'objectiu d'obtenir el logaritme d'una suma com a suma de logaritmes. Com que es tractava d'una màquina analògica, la variable pot recórrer qualsevol valor (no només valors discrets prefixats). Davant d'una equació polinòmica, en girar totes les rodes representatives de la incògnita, el resultat final va donant els valors de la suma dels termes variables, quan aquesta suma coincideixi amb el valor del segon membre, la roda de la incògnita marca una arrel.
Amb propòsits de demostració, Torres Quevedo també va construir una màquina per a resoldre una equació de segon grau amb coeficients complexos, i un integrador. En l'actualitat la màquina Torres Quevedo es conserva al museu de l'ETS d'Enginyers de Camins de la Universitat Politècnica de Madrid.

### Invents pedagògics
En els últims anys de la seva vida Torres Quevedo va dirigir la seva atenció al camp de la pedagogia, a investigar aquells elements o màquines que podrien ajudar els educadors en la seva tasca, amb patents sobre les màquines d'escriure (patents núm 80.121, 82.369, 86.155 i 87428), paginació marginal dels manuals (patents núm 99.176 i 99177) i les de l'apuntador projectable (patent núm. 116770) i el projector didàctic (patent núm. 117853).
L'apuntador projectable, també conegut com a apuntador làser es basa en l'ombra produïda per un cos opac que es mou a prop de la placa projectada; aquesta ombra és la que utilitzaria com a apuntador. Per a això va dissenyar un sistema articulat que permetia desplaçar, a voluntat del ponent, un punt o punts al costat de la placa de projecció, cosa que permetia assenyalar les zones d'interès en la transparència. Torres Quevedo expressà així la necessitat d'aquest invent: «Ben conegudes són les dificultats amb què ensopega un professor per il·lustrar el seu discurs, valent-se de projeccions lluminoses. Necessita col·locar-se davant de la pantalla amb cura de no amagar la figura projectada per cridar l'atenció dels seus alumnes sobre els detalls que més els interessen i ensenyar-los-els amb un apuntador».
També va construir un projector didàctic que millorava la forma en què les diapositives es posaven sobre les plaques de vidre per tal de projectar-les.